# Élisabeth Crouzet-Pavan
Pour les articles homonymes, voir Crouzet.
Élisabeth Crouzet-Pavan (née le 17 juillet 1953 à Paris) est une historienne médiéviste, spécialiste de l'histoire des derniers siècles du Moyen Âge, de l'histoire de l’Italie (âge communal, première Renaissance), des villes et des sociétés urbaines, tout particulièrement de Venise.

## Biographie

### Vie privée
Élisabeth Crouzet-Pavan est l'épouse de l'historien moderniste Denis Crouzet et la mère de l'historienne contemporanéiste Guillemette Crouzet.

### Carrière universitaire
Elle obtient l'agrégation d'histoire en 1976 puis, en 1989, un doctorat d'État dans cette même discipline sur le sujet : « Espaces urbains, pouvoir et société à Venise à la fin du Moyen Âge ». Après avoir été chargée de recherches au CNRS, elle est élue professeur en 1990 à l'Université Charles-de-Gaulle Lille-III puis, en 1997, professeur d'histoire du Moyen Âge à l'université Paris-Sorbonne, au poste de Jean Favier.
En juin 2016, Élisabeth Crouzet-Pavan est élue comme correspondant français de l'Académie des inscriptions et belles-lettres.

## Thème de recherches
En 1989, Élisabeth Crouzet-Pavan soutient une thèse d’état intitulée ‘Sopra le acque salse’. Espaces, pouvoir et société à Venise à la fin du Moyen Âge. Publiée en 1992 à l’École française de Rome puis récemment rééditée sous le titre Le Moyen Âge de Venise. Des eaux salées au miracle de pierres, cet ouvrage traite de l'histoire urbaine, sociale et esthétique de Venise à l'époque médiévale, et plus particulièrement au Moyen Âge tardif. Il explore en outre la thématique du mythe, qui se retrouve au travers de son autre ouvrage plus synthétique, Venise triomphante, les horizons d'un mythe, publié en 1999.

## Principales publications
- Sopra le acque salse. Espaces, pouvoirs et société à Venise à la fin du Moyen Âge, Collection de l'École française de Rome/Istituto Italiano per il Medio Evo, 1992

prix du Budget de l'Académie des inscriptions et belles-lettres
- La mort lente de Torcello : histoire d'une cité disparue, Fayard, 1995 ; Nouvelle édition avec préface, Albin Michel, coll. « Bibliothèque de l'Évolution de l'humanité », 2017.
- Venise, une invention de la ville (XIIIe – XVe siècle), Champvallon, coll. « Époques », 1997.
- (dir.) Pouvoir et édilité dans l'Italie communale et seigneuriale, « collection de l'École française de Rome », 2003.
- Venise triomphante, les horizons d'un mythe, Albin Michel, 1999. Réed. poche, Albin Michel, coll. « Bibliothèque de l'évolution de l'humanité », 2004

prix du Budget de l'Académie des inscriptions et belles-lettres
- Enfers et paradis. L'Italie de Dante et de Giotto, Albin Michel, 2001. Réed. poche, Albin Michel, coll. « Bibliothèque de l'Évolution de l'humanité », 2004.

prix Guizot de l'Académie française
- Renaissances italiennes (1380-1500), Albin Michel, 2007. Réed. poche, Albin Michel, coll. « Bibliothèque de l'Évolution de l'humanité », 2013.
- (dir., avec Élodie Lecuppre-Desjardin), Villes de Flandre et d'Italie : les leçons d'une comparaison, Brepols, 2007.
- (dir., avec Jacques Verger), La dérision : de la pratique sociale au rituel politique, PUPS, 2007.
- Les villes vivantes : Italie XIIIe – XVe siècles, Fayard, 2009.
- (Avec Denis Crouzet), préface de L.Febvre, F. Crouzet, Nous sommes des sang-mêlés : manuel d'histoire de la civilisation française, Albin Michel, 2012.
- Le mystère des rois de Jérusalem (1099-1187), Albin Michel, 2013

Prix Diane Potier-Boès de l'Académie française
- (dir., avec C. Callard et A. Tallon), La politique de l'histoire en Italie. Arts et pratique du réemploi (XIVe – XVIe siècle) PUPS, 2014.
- (dir., avec D. Crouzet et Ph. Desan), Cités humanistes. Cités politiques (1400-1600) PUPS, 2014.
- Le Moyen Âge de Venise : des eaux salées au miracle de pierres, Albin Michel, 2015

prix Henri de Bizémont de la Société de géographie
- (dir., avec Jean-Claude Maire Vigueur), L'art au service du prince : la politique monumentale, artistique et culturelle des états princiers et seigneuriaux : paradigme italien, expérience européenne (vers 1250-vers 1550), Viella, 2015.
- (avec Jean-Claude Maire Vigueur), Décapitées : trois femmes dans l'Italie de la Renaissance, Albin Michel, 2018.
- Venise VIe – XXIe siècles, Belin, coll. Références, 2021.
- Une autre histoire de la Renaissance : paroles d'objets, Albin Michel, 2024.

## Distinctions

### Prix
- 2002 : Prix Guizot, pour son livre Enfers et paradis : l'Italie de Dante et de Giotto, Albin Michel

### Honneurs
En 2012, elle reçoit le titre de  docteure honoris causa de l’université de Gand.

### Décorations
- Officière de la Légion d'honneur (14 juillet 2018)[1]
- Officière de l'ordre national du Mérite (mai 2015)[2]